# جق جق وسطي
جق‌ جق وسطي هي قرية في مقاطعة نير، إيران. عدد سكان هذه القرية هو 41 في سنة 2006.